# Димитър Бахнев
Димитър Бахнев Коцев е български социалист от началото на ХХ век. Работнически представител в Комитета по труда и работната заплата в Разград.

## Биография
Димитър Бахнев е роден в Търговище през 1876 г. Става член на БРСДП през 1894 г. Започва работа като печатар. От 12 януари до 2 април 1895 г. по поръчение на Димитър Благоев и заедно с Дончо Сумпаров създава първите организации на печатарските синдикати в Русе, Разград, Ямбол, Велико Търново, Габрово, Сливен, Пловдив, Варна и Бургас.
През 1905 г. Димитър Бахнев работи в САЩ, където общува с местни работнически синдикати. През 1906-1907 г. Бахнев се завръща в България и възстановява организацията на БРСДП (тесни социалисти) в Разград, която преди това е приобщена към българските анархолиберали. Тесняшката група в града включва тринадесет души и се ръководи от Бахнев като неин секретар (1908-1914) , като е настоятел и на партийните издания.
През 1909 г. Димитър Бахнев е избран за работнически представител в Комитета по труда в Разград. В това си качество Бахнев ревизира условията на труд в работилниците и се противопоставя на експлоатацията на женския и детския труд. Преизбран е на същата позиция през 1911 г., като продължава и активната си партийна работа.
След дълго боледуване, Димитър Бахнев умира на 4 октомври 1914 г.
За заслуги към социалистическото движение е обявен за почетен гражданин на Разград през 1960-те години.